# Shrek 4-D
Shrek 4-D (conocido como Shrek 3-D en su lanzamiento en DVD, y  El fantasma de Lord Farquaad en antologías de cortometrajes) es un cortometraje animado estadounidense de 2003 producido por Universal Pictures en 3-D y 2-D, dirigido por Simon J. Smith y rodado poco después del primer filme, Shrek.
Fue lanzado el 23 de mayo de 2003 como parte de la atracción "Shrek 4-D" en Universal Studios Hollywood, estando operativa hasta 2017. Dicha atracción estando también presente en Universal Studios Florida (2003-2022), Universal Studios Japan (2003-presente), Warner Bros. Movie World (2005-2010), Movie Park Germany (2008-2011), y Universal Studios Singapore (2010-presente).
El cortometraje fue lanzado en DVD el 11 de mayo de 2004 en una edición junto a la película original de Shrek, la cual incluía un par de gafas 3-D de dos colores.

## Argumento
Shrek y Fiona se disponen a pasar su luna de miel, acompañados de Donkey ("Burro" en Hispanoamérica; "Asno" en España), andando en su carroza-cebolla, cuando aparece Thelonious en su caballo, pero cuando Fiona intenta defenderse con sus técnicas de artes marciales, no logra defenderse debido la cámara lenta y de haber tardado mucho hasta que termina secuestrándola, atándole las manos. Shrek y Donkey rápidamente salen en búsqueda de Fiona a través de un tenebroso bosque encantado, hasta que llegan a un cementerio (en el que aparece la tumba de Humpty Dumpty, personaje que aparece en El Gato con Botas). Ahí, se encuentran con el malvado fantasma de Lord Farquaad, quien les revela su siniestro plan: si Fiona no pudo ser su esposa y reina en vida, lo será en la muerte. 
Acto seguido, el fantasma trata de eliminarlos con una estatua animada de la dragona que lo devoró. Donkey llama a la auténtica y su actual novia para equilibrar la situación y los dos consiguen escapar de la estatua. En una cascada, Fiona se encuentra atada en un bote improvisado con troncos por Thelonious, del cual trata de liberarse, y logra salvarse por la intervención de Shrek y Donkey. Por órdenes de Shrek, Dragona evapora a Farquaad en el aire. Al día siguiente, Shrek y Fiona llegan a una especie de palacio de verano donde se encuentran con el resto de sus amigos que prepararon el lugar para celebrar la luna de miel y finalmente, Shrek y Fiona se besan.
Originalmente, esta iba a ser la historia de Shrek 2, para no despegarse tanto de la primera película y que Farquaad (que fue recibido positivamente por la crítica) fuera antagonista otra vez. Pero no encontraron la forma de alargar la historia, por lo que lo hicieron un corto de 15 minutos y una atracción en Universal Studios Hollywood y Universal Orlando Resort.

## Reparto
| Personaje                 | Actor original (Estados Unidos) | Actor de voz (España)  | Actor de voz (Hispanoamérica)                       |
| ------------------------- | ------------------------------- | ---------------------- | --------------------------------------------------- |
| Shrek                     | Mike Myers                      | Juan Antonio Muñoz     | Alfonso Obregón                                     |
| Asno/Burro                | Eddie Murphy                    | José Mota              | Eugenio Derbez                                      |
| Princesa Fiona            | Cameron Diaz                    | Núria Mediavilla       | Dulce Guerrero                                      |
| Fantasma de Lord Farquaad | John Lithgow                    | Juan Carlos Gustems    | Humberto Vélez                                      |
| Jengibre                  | Conrad Vernon                   | Aleix Estadella        | Jesús Barrero                                       |
| Pinocho                   | Cody Cameron                    | Aleix Estadella        | Eduardo Garza                                       |
| Los tres cerditos         | Cody Cameron                    | Juan Miguel Valdivieso | Mario Filio Carlos Enrique Bonilla Moisés Iván Mora |
| Thelonius                 | Christopher Knights             | Enrique Serra Frediani | Raúl de la Fuente                                   |
| Ratones ciegos            | Christopher Knights             | Juan Fernández         | José Gilberto Vilchis                               |